# Industrial and Commercial Bank of China
Industrial and Commercial Bank of China (ICBC, in cinese: 中国工商银行股份有限公司) è una banca cinese il cui maggior azionista è lo stato, misurato per totale attivo è la più grande banca del mondo. Secondo la classifica Fortune 500 del 2015 è la quarta azienda per fatturato e nel 1º posto nel mondo per profitto (44,7 miliardi di dollari).

## Storia
La Industrial and Commercial Bank of China è stata fondata il 1º gennaio 1984, dal governo cinese, con un capitale di 20,8 miliardi di yuan. ICBC è una delle quattro più grandi banche cinesi insieme a Agricultural Bank of China, China Construction Bank e Bank of China.
Il 27 ottobre 2006 la ICBC è stata contemporaneamente quotata sulla Borsa di Shanghai e sulla Borsa di Hong Kong, con una IPO record di oltre 21,9 miliardi di dollari superata solamente nell'agosto 2010, con la offerta pubblica iniziale della Agricultural Bank of China per 22,1 miliardi.
Nel gennaio 2011 risultava essere la prima banca al mondo per capitalizzazione di borsa e per profitti.
Dal 22 gennaio 2011 è presente in Italia con una filiale nella zona centrale di Milano, in una via parallela alla Galleria Vittorio Emanuele II.
La ICBC ha uffici ad Amsterdam, Bruxelles, Pusan, Francoforte sul Meno, Hong Kong, Londra, Lisbona, Lussemburgo, Madrid, Milano, Mosca, New York, Parigi, Singapore, Seul, Sydney, Tokyo.